# Archaeolemur
Archaeolemur är ett släkte av utdöda primater i underordningen lägre primater.
Dessa djur är kända från halvfossila kvarlevor som hittades på Madagaskar. Enligt uppskattningar nådde de en vikt av 22 kg eller tyngre. Skallens form är ungefär lika som hos de nu levande sifakor (Propithecus) som tillhör familjen silkeslemurer. Hos Archaeolemur finns tre premolarer i över- och underkäken men hos silkeslemurer finns bara två. Framtänderna och de nedre hörntänderna var hos det utdöda släktet framåtriktade. De övre hörntänderna fanns bara rudimentärt.
Med sitt robusta skelett och sina korta extremiteter påminde arterna däremot mer om dagens markattartade apor. De vistades troligen främst på marken och plockade föda från växternas låga delar. Archaeolemur var bättre anpassade till öppna landskap som savanner och buskskogar. Det ifrågasätter den gamla teorin att Madagaskar var täckt av tät skog före människans ankomst.
Enligt olika undersökningar är kvarlevorna 2850 till 1035 år gamla. Släktet fanns troligen kvar när människan för 1500 till 2000 år sedan nådde ön. Troligen var Archaeolemur ett lätt jaktbyte men djurens utdöende kan även ha haft andra orsaker.
Två arter blev beskrivna:
- Archaeolemur edwardsi, på norra och centrala Madagaskar.
- Archaeolemur majori, på södra Madagaskar.